# Maria Simionescu
Maria Simionescu, coniugata Roșianu (Bucarest, 12 luglio 1952), è un'ex cestista rumena.

## Carriera
Con la Romania ha disputato tre edizioni dei Campionati europei (1974, 1976, 1978).